# Ixora barbata
Ixora barbata är en måreväxtart som beskrevs av William Roxburgh och James Edward Smith. Ixora barbata ingår i släktet Ixora och familjen måreväxter. Inga underarter finns listade i Catalogue of Life.